# Coniopteryx (Holoconiopteryx) lindbergi
Coniopteryx (Holoconiopteryx) lindbergi is een insect uit de familie van de dwerggaasvliegen (Coniopterygidae), die tot de orde netvleugeligen (Neuroptera) behoort. 
Coniopteryx (Holoconiopteryx) lindbergi is voor het eerst wetenschappelijk beschreven door Tjeder in 1957.